# Stenoptilia aethiopica
Stenoptilia aethiopica là một loài bướm đêm thuộc họ Pterophoridae. Nó được tìm thấy ở Ethiopia.